# Michelle Thaller
Michelle Thaller é uma astrônoma, cientista pesquisadora e comunicadora científica americana. Thaller é ex-diretora assistente de comunicação científica no Centro de Voo Espacial Goddard da NASA.  Ela se aposentou em 2024 após 27 anos na NASA . 
De 1998 a 2009, ela fez parte da equipe do Centro de Processamento e Análise de Infravermelho e, posteriormente, gerente do programa de Educação e Divulgação Pública do Telescópio Espacial Spitzer, no Instituto de Tecnologia da Califórnia .  Ela é uma colaboradora frequente na programação do The History Channel e do Science Channel .

## Antecedentes
Natural de Wisconsin, Thaller se formou na Waukesha South High School em 1988. Ela frequentou a Universidade Harvard, onde se formou em astrofísica e trabalhou em medições de precisão de estrelas binárias, recebendo o título de bacharel em 1992. Na Universidade Estadual da Geórgia, Thaller trabalhou em ventos em colisão em sistemas binários massivos próximos. Ela recebeu um doutorado em 1998.
Thaller é uma colaboradora regular da edição online do Christian Science Monitor, para a qual escreve uma coluna mensal sobre ciência, e aparece no programa do History Channel, The Universe, e nas séries do Science Channel How the Universe Works, Strip the Cosmos e The Planets and Beyond. Em 2016 e 2017, Thaller foi autora e apresentadora da série PRX/Sky & Telescope Orbital Path Podcasts, e em 2008 contribuiu e apareceu na premiada série de podcasts de vídeo do Telescópio Espacial Spitzer da NASA, IRrelevant Astronomy.

## Vida Pessoal
Michelle Thaller casou-se com o também astrônomo Andrew Booth em 8 de setembro de 2000, na Escócia. Andrew era professor titular da Universidade de Sydney quando mudou-se da Austrália para ficar com Michelle em Pasadena, Califórnia, durante seu pós-doutorado. Andrew faleceu em 2020 devido a uma forma rara de câncer no cérebro.